# 青森県道124号駒込筒井線
青森県道124号駒込筒井線（あおもりけんどう124ごう こまごめつついせん）は、青森県青森市を通る一般県道である。

## 概要
青森市駒込の三叉路で青森県道44号青森環状野内線から分岐し、青森自動車道および青森自動車道と平行する国道7号と交差し古館を経由して青森市筒井で青森県道40号青森田代十和田線に合流する。
青森自動車道と交差する交差点はインターチェンジが設置されていないため、国道7号だけに接続する。

### 路線データ
青森県例規集による路線データは以下の通り。
- 起点 : 青森市大字駒込（青森県道44号青森環状野内線交点）
- 終点 : 青森市大字筒井（青森県道40号青森田代十和田線交点、筒井字桜川交差点）

## 歴史
- 1961年（昭和36年）2月10日 - 県道に認定される[1]。

## 地理

### 交差する道路
- 青森県道44号青森環状野内線（起点）
- 国道7号青森環状道路（青森市古館大字大柳・環7筒井交差点）北緯40度47分57.9秒 東経140度47分8.2秒
- 青森県道40号青森田代十和田線（筒井字桜川交差点・終点）

### 沿線の施設
- 青森市立戸山西小学校
- 東北浄化槽センター
- 青森市中央市民センター駒込分館
- サンワドー青森南店
- 青森中筒井郵便局